# Eumenes fulvipennis
Eumenes fulvipennis är en stekelart som beskrevs av Joseph Charles Bequaert 1926.
Eumenes fulvipennis ingår i släktet krukmakargetingar och familjen Eumenidae. Inga underarter finns listade i Catalogue of Life.